# Розмови про множинність світів
Розмови про множинність світів (фр. Entretiens sur la pluralité des mondes) — науково-популярна книга французького письменника Бернара ле Бов'є де Фонтенеля, опублікована в 1686 році. Книга пояснює тогочасні астрономічні уявлення й підтримує космічний плюралізму — ідею про те, що зорі є далекими сонцями, які можуть мати власні планетні системи, на яких можливе позаземне життя.

## Зміст
Твір складається з шести уроків, які популяризують знання Рене Декарта та Миколая Коперника. Матеріал викладений у формі розмов з деякою маркізою протягом шести вечорів. Розмовам передують передмова й посилка до Месьє L***.
- Перший вечір. Про те, що Земля — планета, яка обертається навколо себе та навколо Сонця.
- Другий вечір. Про те, що Місяць — це населена Земля.
- Третя ніч. Особливості місячного світла. Про те, що інші планети також населені.
- Четвертий вечір. Особливості світів Венери, Меркурія, Марса, Юпітера й Сатурна.
- П'ята ніч. Про те, що Нерухомі зорі — це окремі сонця, кожне з яких освітлює свій світ.
- Шостий вечір. Нові думки, які підтверджують думки попередніх розмов. Останні відкриття, зроблені на небесах.

## Аналіз
На відміну від багатьох тогочасних наукових праць, «Розмови про множинність світів» були написані не латиною, а французькою мовою, що зробило їх однією з перших науково-популярних книг. Попередником «Розмов» можна вважати книгу Джордано Бруно 1584 року «Про безмежність, Всесвіт і світи».
У передмові Фонтенель припускає, що пропоноване пояснення повинно бути легко зрозумілим навіть тим, хто не має наукових знань, і він спеціально звертається до читачів жіночої статі. Сама книга представлена як низка діалогів між галантним філософом і маркізою, які вночі гуляють садом маркізи й дивляться на зорі. Філософ пояснює геліоцентричну модель, а також розмірковує про можливість існування позаземного життя.
Важливо, що маркіза — розумна й допитлива мислителька, здатна розуміти складні ідеї та пропонувати власні, руйнуючи поширену на той час думку про те, ніби жінки не здатні осягнути вищі концепції.
Це перша робота, яка представляє троп про те, що венеріанки ніжні, ефірні та прекрасні: 547. 

## Реакція
Книгу позитивно прийняли як у Франції, так і в інших країнах, вона мала багато перевидань. У 1691 році Фонтенеля обрали до Французької академії. Робота Фонтенеля не полемізувала зі світоглядом католицької церкви чи протестантських церков і не привернула уваги теологів чи прелатів, не отримавши від церковних діячів ані помітного засудження, ані схвалення.
П’єр Флоренс висловив йому похвалу, сказавши, «що Фонтенель має подвійну заслугу: він прояснює те, що може здаватися неясним у працях тих, кого він хвалить, і узагальнює те, що в них є технічного».

## Переклади
Перший англійський переклад книги видав у Дубліні Вільямом Донвілл (або Домвілл) у 1687 році. У 1688 році вийшов переклад Афри Бен під назвою «Відкриття нових світів». Пізніше того ж 1688 року вийшов переклад Джона Гленвілла. У 1730 році Антіох Кантемир переклав твір російською, хоча переклад вдалося видати лише в 1740 році і в цензурному вигляді.